# 1964 chez Disney
Cet article présente la liste des évènements de la Walt Disney Productions ayant eu lieu en 1964.

## Résumé

### Autres médias
La production de bande dessinées est liée au contrat liant Disney Publishing et Western Publishing, les comics étant distribués depuis 1962 par sa filiale Gold Key Comics.
Publications Gold Key Comics
- Donald Duck
- Mickey Mouse
- Uncle Scrooge
- Walt Disney's Comics and Stories

## Événements

### Janvier
- 22 janvier 1964, Première mondiale du film Les Mésaventures de Merlin Jones aux États-Unis

### Mars
- 12 mars 1964, Sortie du film Les Pas du tigre aux États-Unis
- 25 mars 1964, Sortie nationale du film Les Mésaventures de Merlin Jones aux États-Unis

### Avril
- 22 avril 1964, Ouverture de la Foire internationale de New York 1964-1965

### Juin
- 4 juin 1964, Sortie du film Les Trois Vies de Thomasina aux États-Unis

### Juillet
- 2 juillet 1964, Sortie du film La Baie aux émeraudes aux États-Unis

### Août
- 27 août 1964, Première mondiale du film Mary Poppins au Grauman's Chinese Theatre à Los Angeles[2]
- 29 août 1964, Sortie nationale du film Mary Poppins aux États-Unis

### Octobre
- 23 avril 1964, Ayefour Corporation achète les 2 premiers hectares du Walt Disney World Resort

### Décembre
- 7 décembre 1964, La Compass East Corporation, future Walt Disney World Company est créée par fusion de nombreuses sociétés écrans.